# 卵胎生

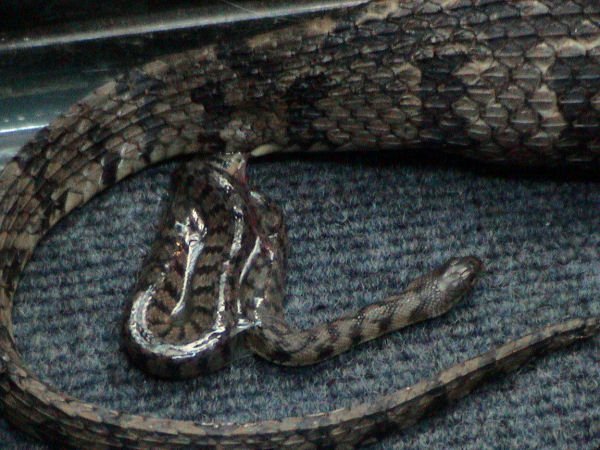
仔ヘビを産むダイヤモンドミズベヘビ

卵胎生（らんたいせい、英語：ovoviviparity）とは、動物のメス親が、卵を胎内で孵化させて子を産む繁殖形態である。
哺乳類以外の動物は一般には卵を産むが（卵生）、魚類・爬虫類・貝類等の一部に卵胎生が見られる。

## 概要
卵胎生は、卵を胎内で孵化させるものを指す。
卵胎生では、子が利用する栄養は卵内のもの（卵黄）だけで、ガス交換以外には母体からの物質供給に依存しないのが原則である。
魚類の多くは卵生で交尾をせず体外受精するが、魚類でも卵胎生の種の一部には体内受精の必要性から交尾・交接をし、オスの尻びれが交尾器・交接器として発達しているものがみられる。
卵生卵を産む。
卵胎生卵を胎内で孵化させて子を産む。
胎生母体から胎児に栄養供給して、ある程度育ててから産む。

### 進化と分類上での位置付け
卵胎生は、卵生から胎生への進化上の段階と考えることができる。卵生は比較的低コスト、卵胎生・胎生では子がより成長して、体が大きい等生き残りに有利な状態で生まれる傾向が強い。
胎生は哺乳類の大きな特徴であるが、卵胎生・胎生は無脊椎動物を含む様々な生物種で見られる。これは平行進化と考えることができる。
紀元前4世紀には、すでにアリストテレスが軟骨魚類が卵胎生であること等に注目して、他の魚類と別に分類している。

#### 低温な環境
コモチカナヘビは、同種の生物であるにもかかわらず、地域によって卵生と卵胎生の違いがあることが知られている。ピレネー山脈南部では卵生、気温のより低い地域では卵胎生で、より確実に子孫を残す適応をしていると考えられる。

#### 海中生活
海中での生活が卵胎生を生じる例がある。
爬虫類を含むいわゆる有羊膜類は、陸上に産卵できるようにその卵の構造を変化させた。しかしそのために、卵を陸上でしか産めなくなったとも言える。ウミガメなどがわざわざ陸に産卵するのもそのためである。淡水であれば陸を探すのは難しくないが、海ではそのために沿岸域に縛られてしまう。また、海の中で自由に泳ぎ回るために様々な適応した姿になるが、その際に陸に登れる体の構造を残さなければならないのは大きな拘束となり得る。したがって、これらの動物が海洋生活へ入った場合に卵胎生に進化しやすい。現生の動物ではウミヘビにその例がある。
中生代の魚竜も卵胎生であったことが化石から知られている。なお首長竜は胎生であった事が2011年になって実証されている。
アザラシやオットセイなどの哺乳類は元から胎生なのでこの点では困らないが、新生児は泳ぎが上手でない場合が多いので、普段は海中で生活していても、出産はやはり陸で行う例がある。

### 卵胎生か胎生か
あるものを卵胎生と呼ぶか胎生と呼ぶかは流動的である。
魚類のサメやエイの一部・ハイランドカープ、ボア科など一部のヘビ等では臍帯・胎盤などの器官があり、母体から子へ栄養供給がある。これらは哺乳類と同じ胎生と捉えられている（真胎生とも呼ばれている）。
また、胎内で孵化後に母体からの分泌液を子が経口摂取したり、胎児が無精卵や他の胎児を食べるものもある。
このように卵胎生と胎生の間には様々な進化上の移行段階と見ることができる例が知られており、近年は、 サソリ・コモチカナヘビ・ホホジロザメ・ジンベエザメなど、地域によって卵生と卵胎生の違いがあることが判明しているので、卵胎生と胎生は厳密に区別すべきものではないと考えられ始めている。その考えによって、これまで卵胎生ととらえてきた生物を、胎生と呼ぶように変わってきたケースもある。

## 卵胎生である動物の例

### 魚類
肉鰭綱
- シーラカンス
- サメの一部(シロワニ等) - 魚類では珍しく交尾をする。
- エイの一部
- グッピー
- カダヤシ
- メバル
- カサゴ

### 爬虫類

#### 魚竜目
- 魚竜

#### 有鱗目
- アガマ科（一部卵胎生の種がいる。）
- ボア科（ニシキヘビ科をボア科の亜科としない場合、ほぼ卵胎生。）
- カメレオン科（カメレオン属ミツヅノカメレオン亜属に卵胎生の種がいる。）
- ナミヘビ科（一部卵胎生の種がいる。）
- コブラ科（ウミヘビ亜科の他にも卵胎生の種がいる。）
- イグアナ科（一部卵胎生の種がいる。）
- カナヘビ科（コモチカナヘビ - ピレネー山脈南部では卵生、他の地域では卵胎生であることが知られている。）
- トカゲ科（マツカサトカゲ・ヨロイトカゲの一部など　卵胎生の種がいる。）
- クサリヘビ科（クサリヘビ科を主に構成するマムシ亜科、クサリヘビ亜科を問わず卵胎生の種がいる。）

### 節足動物
- 昆虫の一部（アブラムシ類・フタバカゲロウ）
- サソリの一部
- ゴキブリの一種(デュビア等)

### 貝
腹足綱
- タニシ
- カワニナ類の一部
- 陸生貝類のノミガイ科やキセルガイ科の一部
- 二枚貝の一部（シジミ科・チリハギガイ科など）

## 卵胎生ではないもの
タツノオトシゴ・ティラピア等は、胎内ではなく、産卵した卵を親の体外に位置する腔所である保育嚢や口腔で保護して孵化させるため、卵胎生ではなく卵生である。